# ارتش مردمی عراق
ارتش مردمی عراق همچنین شناخته‌شده به عنوان ارتش خلق عراق یا نیروهای شبه‌نظامی مردمی (به عربی: الجیش الشعبی العراقی)، یک سازمان شبه‌نظامی متشکل از داوطلبان غیرنظامی برای حفاظت از حکومت بعث عراق در برابر مخالفان داخلی بود و به عنوان یک وزنه تعادل در برابر هر گونه تلاش برای کودتا توسط ارتش منظم عراق قلمداد می‌شد.
در سال ۱۹۸۷، ارتش خلق، با تخمین ۶۵۰٬۰۰۰ نفر نیروی انسانی، به نیروهای مسلح منظم کشور نزدیک شد.